# Коптска оријентално-православна црква
Коптска оријентално-православна црква је најстарија оријентално-православна црква, са седиштем у Александрији. Представља највећу цркву у Египту и окупља око 90% египатских хришћана.
Припада породици оријентално-православних цркава, које су постале засебно црквено тело након Халкедонског сабора 451. године, када су заузеле друкчије христолошке позиције у односу на цркве васељенског Православља. Присталице халкедонске доктрине називају Коптску цркву монофизитском, иако сама Коптска црква данас одбацује радикални монофизитизам и званично заступа умереније христолошке ставове. Коптска црква, заједно са осталим оријентално-православним црквама, заступа специфичну миафизитску христологију, поштује изворни Никејско-цариградски симбол вере, заступа правоверну пнеуматологију и не признаје филиоквистичку јерес, нити било коју другу хулу на Светог духа.

## Историја

### Оснивање
Према предању, цркву египатских хришћана је основао апостол Марко у Александрији, средином 1. века (око 42. године). Због апостолског порекла, поглавар ове цркве носи титулу „папа Александрије и патријарх престола Светога Марка“.

### Настанак монаштва
Током 3. и 4. века у оквиру коптске цркве је дошло до настанка хришћанског монаштва. Зачетници или оци монаштва су Свети Антоније Велики, преподобни Павле Тивејски, Свети Пахомије и Ава Амун у Нитријској пустињи. Из Египта се монаштво брзо проширило у Палестину, Сирију, Месопотамију, Малу Азију и даље у Италију. Током историје хришћанства, коптско монаштво је играло велику улогу.

### Монофизитски спор
Александријски патријарх Диоскор I је подржао монофизитску христолошку позицију на Сабору у Халкидону (451) и одвојио се од мелкитске групе (мелкит значи „царев припадник“), формиране од православних Грка који су прихватили халкидонски догмат. Иако се 520. године покушало поновно сједињење ове групе са умереним монофизитством око Севера Антиохијског (512—538), од 542. године Копти се, највише благодарећи утицају Јакова Барадаја, епископа Едесе (541—578), организују аутономно као антихалкидонска групација.

### Арапска освајања
Временом се Коптска црква коначно отцепила како од Рима тако и од Византије, а арапско освајање 642. године фаворизовало је ту аутономију.

## Коптска уметност
Током историје коптска црква је веома развила коптску уметност иконописања по којој је постала чувена у свету.